# Autoniem (botanische nomenclatuur)
Een autoniem is in de botanische nomenclatuur een naam die automatisch tot stand komt, zoals geregeld door de International Code of Nomenclature for algae, fungi, and plants. 

## Hoe werkt het?
Een autoniem is een botanische naam die automatisch (met terugwerkende kracht) ontstaat als in een bepaalde rang voor het eerst een naam geldig gepubliceerd wordt. Onder de huidige versie van de regels kan een autoniem in de twee volgende gevallen ontstaan:
- in een rang onder die van geslacht (genus) maar boven die van soort (species):[3]

het autoniem Magnolia sect. Magnolia ontstond automatisch toen A.P. de Candolle in het genus Magnolia de eerste naam in de rang van sectie publiceerde, te weten Magnolia sect. Gwillimia DC.
- in een rang onder die van soort (een infraspecifieke naam):[5]

het autoniem Elmerrillia papuana var. papuana ontstond automatisch toen Dandy binnen de soort Elmerrillia papuana (Schltr.) Dandy (1927) de eerste namen in de rang van variëteit publiceerde, te weten Elmerrillia papuana var. glaberrima en var. adpressa.
In beide gevallen is het laatste deel van het autoniem een herhaling van het direct voorgaande deel van de naam (de term die de rang aanduidt maakt formeel geen deel uit van de naam).
Een autoniem is op exact hetzelfde moment geldig gepubliceerd als de naam (of namen) die het heeft doen ontstaan, ongeacht of het autoniem in de publicatie expliciet wordt genoemd.
Hoewel precies even oud heeft een autoniem altijd prioriteit boven de naam (of de namen) waardoor het tot stand werd gebracht. Dit betekent dat de soortaanduiding dus veelal behouden blijft, als ondersoortaanduiding, wanneer een soort een ondersoort wordt. Iets vergelijkbaars geldt voor de naam van een genus wanneer een genus in rang teruggezet wordt.
Wanneer Heracleum sibiricum L. (1753), met subsp. lecokii (Godr. & Gren.) Nyman (1879) en subsp. sibiricum (autoniem, ook 1879) als ondersoort wordt beschouwd van Heracleum sphondylium L. (1753) (gewone berenklauw), dan is de correcte naam van de ondersoort Heracleum sphondylium subsp. sibiricum (L.) Simonk. (1887).

## Aanvullende bepalingen met betrekking tot autoniemen
Autoniemen worden altijd geciteerd zonder auteurscitatie, achter de totale naam, al wordt soms wel de auteurscitatie van het genus of de soort geciteerd. 
Magnolia subg. Magnolia.
Het type van een autoniem is hetzelfde als dat van de naam van het geslacht of de soort waarvan het is afgeleid.
Het type van zowel de naam van de soort Magnolia virginiana L. (1753) als van het autoniem Magnolia virginiana subsp. virginiana (1981) is "Clayton 34, Clifford Herbarium 222 (BM)".
Een naam die hetzelfde type zou hebben als het type van het autoniem (in de betreffende rang) kan niet geldig gepubliceerd.
Toen Dandy de naam Michelia macclurei var. sublanea Dandy publiceerde, kwam automatisch het autonym Michelia macclurei var. macclurei tot stand.  De poging van Dandy om de 'typische variëteit' var. genuina te noemen, mislukte omdat deze naam op hetzelfde type gebaseerd zou zijn.